# بطولة السويد المفتوحة للتنس
بطولة السويد المفتوحة للتنس هي بطولة تلعب على الأراضي الترابية , وتندرج تحت قائمة بطولات رابطة محترفي كرة المضرب ال250 نقطة. تقام البطولة في مدينة باشتاد في السويد.